# Пестано, Марио
Марио Пестано Гарсия (исп. Mario Pestano García; род. 8 апреля 1978, Арико) — испанский легкоатлет, специалист по метанию диска. Выступал за сборную Испании по лёгкой атлетике в 1997—2014 годах, чемпион Средиземноморских игр, многократный победитель и призёр первенств национального значения, действующий рекордсмен страны, участник трёх летних Олимпийских игр.

## Биография
Марио Пестано родился 8 апреля 1978 года в городе Арико провинции Санта-Крус-де-Тенерифе.
Впервые заявил о себе в лёгкой атлетике на международном уровне в сезоне 1997 года, когда вошёл в состав испанской национальной сборной и выступил на юниорском европейском первенстве в Любляне, где в зачёте метания диска занял итоговое 11-е место.
Будучи студентом, в 1999 году представлял Испанию на домашней Универсиаде в Пальме, став в своей дисциплине одиннадцатым. Помимо этого, выиграл бронзовую медаль на молодёжном европейском первенстве в Гётеборге, выступил на домашнем чемпионате мира в Севилье.
В 2000 году взял бронзу на иберо-американском чемпионате в Рио-де-Жанейро.
В 2001 году с национальным рекордом Испании 65,60 стал вторым на Кубке Европы в Бремене, метал диск на чемпионате мира в Эдмонтоне, закрыл десятку сильнейших на Универсиаде в Пекине, получил бронзовую награду на Средиземноморских играх в Тунисе.
В 2002 году был четвёртым на чемпионате Европы в Мюнхене и третьим на Кубке мира в Мадриде.
В 2003 году получил серебро на Европейском вызове по зимним метаниям в Джоя-Тауро, стал восьмым на чемпионате мира в Париже и на Всемирном легкоатлетическом финале в Монте-Карло.
На Европейском вызове по зимним метаниям 2004 года в Марсе вновь занял второе место. На иберо-американском чемпионате в Уэльве превзошёл всех соперников и завоевал золото. Благодаря череде удачных выступлений удостоился права защищать честь страны на летних Олимпийских играх в Афинах — на предварительном квалификационном этапе метнул диск на 61,69 метра, чего оказалось недостаточно для выхода в финал.
В 2005 году победил на Кубке Европы во Флоренции и на Средиземноморских играх в Альмерии, занял 11-е место на чемпионате мира в Хельсинки и шестое место на Всемирном легкоатлетическом финале в Монте-Карло.
В 2006 году был вторым на Кубке Европы по зимним метаниям в Тель-Авиве, третьим на Кубке Европы в Малаге, четвёртым на чемпионате Европы в Гётеборге.
На чемпионате мира 2007 года в Осаке стал десятым.
В 2008 году одержал победу на Кубке Европы в Анси, тогда как на соревнованиях в Санта-Крус-де-Тенерифе установил ныне действующий национальный рекорд Испании — 69,50 метра. Находясь в числе лидеров испанской легкоатлетической команды, благополучно прошёл отбор на Олимпийские игры в Пекине — на сей раз в финале метания диска показал результат 63,42 метра, расположившись в итоговом протоколе соревнований на девятой строке.
После пекинской Олимпиады Пестано остался действующим спортсменом и продолжил принимать участие в крупнейших международных стартах. Так, в 2009 году он стал третьим в Суперлиге командного чемпионата Европы в Лейрии, закрыл десятку сильнейших на чемпионате мира в Берлине.
В 2010 году показал второй результат на Кубке Европы по зимним метаниям в Арле, выиграл иберо-американский чемпионат в Сан-Фернандо, стал шестым на чемпионате Европы в Барселоне.
На чемпионате мира 2011 года в Тэгу занял итоговое 11-е место.
В 2012 году занял четвёртое место на чемпионате Европы в Хельсинки. Выполнив олимпийский квалификационный норматив (65,00), отобрался на Олимпийские игры в Лондоне — здесь на предварительном этапе метнул диск на 63,40 метра и в финал не вышел.
В 2013 году показал второй результат в Суперлиге командного чемпионата Европы в Гейтсхеде, занял 12-е место на чемпионате мира в Москве.
В 2014 году отметился выступлением на чемпионате Европы в Цюрихе, где в финале метания диска разместился на шестой позиции.
Завершил спортивную карьеру по окончании сезона 2017 года.